# Руссо-Балт тип С
Руссо-Балт тип С (Це) — лёгкий пулемётный бронеавтомобиль Вооружённых сил Российской империи. Является первым серийным бронеавтомобилем, принятым на вооружение войск Российской империи. Разработан в начале Первой мировой войны с использованием шасси модели «С 24/40» фирмы «Руссо-Балт». Бронеавтомобили изготовлялись на Ижорском заводе в Колпино в 1914 году. Эскиз машины выполнил сам командир 1-й автомобильной пулемётной роты полковник А. Н. Добржанский по проекту инженера-механика А. Я. Грауэна. Всего было изготовлено 8 броневиков, составивших костяк 1-й автопулемётной роты и активно применявшихся в ходе Первой мировой войны. За время участия в Первой мировой войне «Руссо-Балты тип С» не несли боевых потерь. Применялись обеими противоборствующими сторонами в ходе Гражданской войны, одиночные машины числились в рядах РККА до 1922 года.

## История создания
Российская империя была едва ли не первой страной мира, официально принявшей на вооружение бронеавтомобили — ещё в 1908 году Русская Императорская армия получила 10 бронеавтомобилей типа «Накашидзе-Шаррон», построенных французской фирмой «Шаррон, Жирардо э Вуа» (фр. Charron, Girardot et Voigt) по проекту, разработанному в 1904 году офицером русской армии М. А. Накашидзе. Эта весьма передовая по тем временам боевая машина получила весьма положительные отзывы военных, однако на ней довоенное развитие броневых сил и закончилось. В немалой степени этому способствовала трагическая гибель М. Н. Накашидзе при взрыве на даче премьер-министра Петра Столыпина 25 (12) августа 1906 года. Без энергии своего создателя бронеавтомобили, образно говоря, «легли на полку». Дальнейших заказов на их производство не последовало, и к началу Первой мировой войны Российская империя подошла, практически не располагая бронеавтомобилями.
Однако, по всей видимости, «Накашидзе-Шаррон» всё же остался в памяти военных, которые вспомнили о бронеавтомобилях практически сразу же после начала войны. По-видимому, немалым толчком к разработке собственной бронетехники послужило также применение неких бронеавтомобилей немецкими войсками в Восточной Пруссии. В частности, командующий Северо-Западным фронтом генерал от кавалерии Я. Г. Жилинский в своём приказе за № 35 от 19 августа 1914 года открыто указывает, что «немцы с успехом пользуются пулемётами, поставленными на бронированных автомобилях». В соответствии с этим приказом формировались специальные отряды конных сапёров, призванные создавать на дорогах препятствия для передвижений бронеавтомобилей врага. Не совсем понятно, правда, бронемашины какого типа и в каком количестве использовала немецкая армия в Восточной Пруссии, но упоминания о таковых встречаются и в других источниках.
В итоге, во фронтовых частях сразу же начались попытки создания собственных броневиков. В частности, во второй декаде сентября командир 5-й автомобильной роты штабс-капитан И. Н. Бажанов вместе с бригадой ремонтников прямо в действующей армии собрал бронеавтомобиль на шасси итальянского грузовика фирмы SPA для 25-й пехотной дивизии.
Но самое важное событие в деле создания русских бронеавтомобилей состоялось 17 августа 1914 года, когда военный министр Российской империи генерал-адъютант В. А. Сухомлинов предложил полковнику лейб-гвардии Егерского полка Александру Николаевичу Добржанскому сформировать «бронированную пулемётную автомобильную батарею». Надо сказать, что военный министр, в свою очередь, действовал во исполнение аналогичного требования Великого Князя Николая Николаевича. Через два дня, 19 августа резолюцией военного министра было «положено начало существованию блиндированных автомобилей и формированию 1-й пулемётной автомобильной роты». В поле зрения военного министра Добржанский появился достаточно закономерно — именно он годом ранее занимался разработкой бронебойных пуль для 7,62-мм винтовки Мосина обр. 1891 года, а с началом войны развил активную деятельность, пропагандируя вооружение армии бронированными автомобилями.

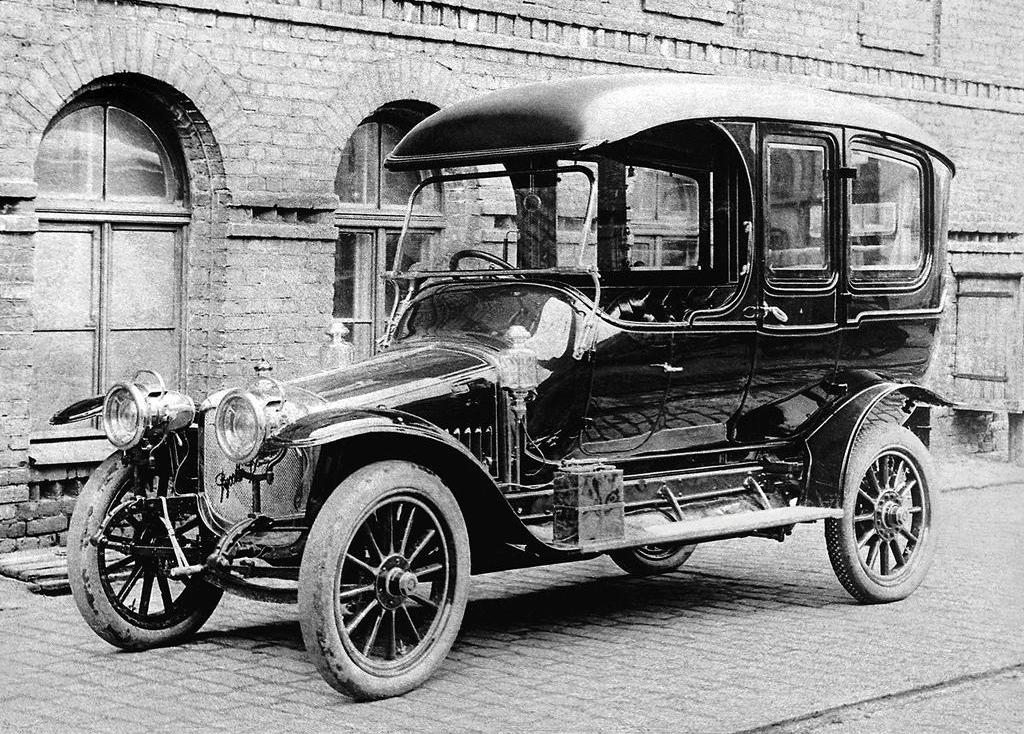
Легковой автомобиль «Руссо-Балт» С24/40 серии XIII-бис, шасси которого использовалось при постройке бронеавтомобилей «Руссо-Балт тип С».

Уже в первых числах сентября 1914 года Добржанский разработал эскизный проект нового бронеавтомобиля, для которого предполагал использовать достаточно надёжные в техническом плане шасси «Руссо-Балт» С24/40 (вероятнее всего, серии XIII-бис) с двигателем мощностью 40 л. с. Рабочие чертежи были разработаны инженером-механиком, штабс-капитаном Корпуса корабельных инженеров А. Я. Грауэном. Бронирование и установку вооружения решено было проводить в бронепрокатной мастерской № 2 Ижорского завода (город Колпино). Поскольку это был, по сути, первый отечественный бронеавтомобиль, в процессе проектирования Добржанскому и Грауэну пришлось решать целый ворох дополнительных задач: от определения состава брони и способов её соединения с металлическим каркасом — до методов усиления шасси. Для ускорения работ было решено отказаться от разработки пулемётных башен, расположив вооружение из трёх 7,62-мм пулемётов «Максим» в корпусе в особых установках, разработку которых поручили полковнику Соколову.
Для создания бронеавтомобилей Военное министерство выделило восемь шасси: № 530, 532 (?), 533, 534, 535, 538, 539, и 542. Изготовление всех восьми броневиков было завершено уже в первых числах октября 1914 года. 12 октября свежесформированная 1-я автомобильная пулемётная рота, имевшая в своём составе 8 бронеавтомобилей «Руссо-Балт тип С», один «Маннесманн-Мулаг» и небронированные грузовики «Бенц» и «Олдайс» с пушками в кузовах, прибыла в Царское Село, где её осмотрел император Николай II, а 16 октября, после «напутственного молебна», рота отправилась на фронт, в оперативное подчинение штаба 2-й армии.

## Операторы
- Российская империя/ Российское государство
- РСФСР

## Служба и боевое применение

### Штатно-организационная структура
На всём протяжении Первой мировой войны бронеавтомобили «Руссо-Балт тип С» состояли на вооружении только одного подразделения — 1-й автомобильной пулемётной роты. Штатно-организационная структура роты была утверждена резолюцией военного министра В. А. Сухомлинова от 19 августа 1914 года, однако впоследствии претерпела ряд небольших изменений. Итоговая структура роты выглядела следующим образом:
- Штаб роты;
- 4 взвода бронеавтомобилей (по 2 пулемётных и 1 пушечной бронемашине в каждом; состав взводов см. в таблице ниже);
- Части обеспечения (включали семнадцать легковых и семь грузовых (из них два использовались как боевые машины) автомобилей, а также один санитарный автомобиль (мобильный лазарет), один автомобиль-прожектор и четырнадцать мотоциклов).

| Состав и материальная часть 1-й автомобильной пулемётной роты |                                         |                               |                 |             |                       |            |                                                        |                       |
| Номер взвода | Тип машины*                             | Название или номер            | Номер двигателя | Номер шасси | Отправлен на фронт    | Подчинение | Командир взвода                                        | Офицеры               |
| 1-й | «Руссо-Балт тип С» «Маннесманн-Мулаг»   | № 1 № 2 № 10                  | 530 534 2003    | 1530 1534 ? | 19 сентября 1914 года | 2-я армия  | штабс-капитан Б. Л. Подгурский                         | —                     |
| 2-й | «Руссо-Балт тип С» «Паккард»**          | № 3 № 4 № 20 «Капитан Гурдов» | 532 538 ?       | 1532 1538 ? | 19 сентября 1914 года | 2-я армия  | штабс-капитан Б. А. Шулькевич                          | подпоручик Душкин     |
| 3-й | «Руссо-Балт тип С» «Паккард»**          | № 5 № 6 № 30                  | 534 535 ?       | 1534 1535 ? | 19 сентября 1914 года | 2-я армия  | штабс-капитан С. А. Дейбель                            | подпоручик Сливовский |
| 4-й | «Руссо-Балт тип С» «Маннесманн-Мулаг»** | № 7 № 8 № 40                  | 539 ? 1878      | 1539 ? ?    | 19 сентября 1914 года | 2-я армия  | штабс-капитан П. В. Гурдов†; поручик А. И. Вачнадзе*** | —                     |
| * Изначально пушечные бронеавтомобили входили в состав отдельного пушечного взвода, однако вскоре были переданы в состав линейных взводов. ** С марта 1915 года. *** С 20 февраля 1915 года |                                         |                               |                 |             |                       |            |                                                        |                       |

### Первая мировая война

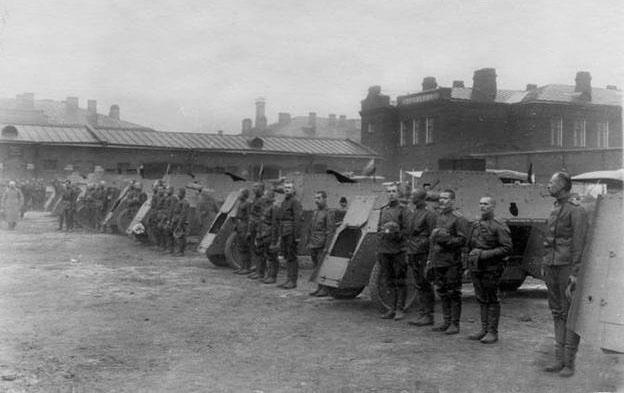
Торжественный смотр 1-й автомобильной пулемётной роты перед отправкой на фронт. Петроград, Семёновский плац, 19 октября 1914 года.

19 октября 1914 года рота отправилась на фронт и была передана в оперативное подчинение штаба 2-й армии. Боевое крещение роты прошло в боях под Лодзью 9—10 ноября 1914 года в составе Ловичского отряда генерал-лейтенанта В. А. Слюсаренко. Эффект первого боевого применения новой броневой части был ошеломляющим. 10 ноября шесть пулемётных бронеавтомобилей под командованием штабс-капитана Б. А. Шулькевича прорвалась через занятый противником город Стрыков, а два пушечных автомобиля поддержали огнём наступление 9-го и 12-го Туркестанских стрелковых полков. Немцы, попав между двух огней, были выбиты из города, понеся крупные потери. За этот бой Шулькевич был награждён мечами и бантом к ордену Святого Станислава III-й степени.
Примеров боевой доблести солдат и офицеров 1-й автомобильной пулемётной роты в первых боях великое множество. Так, 20—21 ноября 1914 года за легендарный бой у Пабьянице штабс-капитан П. В. Гурдов был награждён Орденом Святого Георгия IV-й степени «за то, что в боях под п. Пабьянице 20 и 21 ноября 1914 года с 4 бронеавтомобилями выдвинулся вперёд по шоссе Ласк без прикрытия и, приблизившись на 150 шагов к наступающей колонне противника, нанёс ей большой урон и привёл её в полное расстройство, продолжая действовать несмотря на то, что штабс-капитан Гурдов и все пулемётчики были ранены, причём все автомобили, хотя и повреждены, были вывезены из боя», став первым Георгиевским кавалером в роте. Кроме него ещё двенадцать нижних чинов 4-го взвода, участвовавших в этом бою, были награждены Георгиевскими крестами IV-й степени (приказ по 2-й армии за № 1806 от 26 ноября 1914 года).
За легендарный бой у Пабьянице 21 ноября 1914 года к награждению орденом Святого Георгия IV-й степени был представлен командир 1-й автомобильной роты полковник Добржанский, который «…действиями своей части в критический момент боя отбросил шедшего в обход левого фланга 19-го армейского корпуса противника в значительных силах, чем дал возможность названному корпусу удержать свои позиции». Однако награждение по неизвестной причине затянулось. За бои под Пултуском 7—10 июля 1915 года Добржанский был вновь приставлен к ордену Святого Георгия IV-й степени, но вместо него получил Георгиевское оружие. Вскоре за уничтожение опорного пункта германцев у деревни Бромерж полковника Добржанского приставили к чину генерал-майора, но заменили повышение мечами и бантами к уже имевшемуся у него ордену Святого Владимира IV-й степени. Были и другие замены. Орден и долгожданный чин генерал-майора он получит только в 1917 году уже после отречения императора.
Первый опыт боевых действий с участием бронеавтомобилей позволил выработать определённые тактические приёмы. 11 февраля 1915 года приказом Верховного Главнокомандующего № 7 была введена «Инструкция для боевого применения бронированных автомобилей». Согласно инструкции, при наступательных действиях и встречных столкновениях в задачи бронеавтомобилей входили «самое интенсивное огневое содействие наружным флангам наших войск, обстреливание противника, занимающего укреплённую позицию, для облегчения приближения к ней наших атакующих частей». Одной из главных задач в обороне было «обстреливание действительным огнём выдвинувшихся или отделившихся частей противника, с целью облегчить переход в наступление наших войск». А при преследовании «неотступное преследование своим огнём», «врезаться как в самые отступающие колонны противника, так и особенно между отступающими его частями, для обстреливания его фланга».
Слава о героических боях и победах 1-й автомобильной пулемётной роты полковника А. Н. Добржанского пронеслась по всей России. Успешные действия русских бронеавтомобилей на фронте отметил и император. 13 февраля 1915 года он записал в дневнике:

От Ломжи до Прасныша идут успешные наступательные бои; наши войска забрали порядочно пленных германцев, орудий и пулемётов; очень помогли успеху автомобили с пушками и пулемётами!
В марте 1915 года 1-я автомобильная пулемётная рота пополнила свой состав тремя пушечными бронеавтомобилями — ещё одним «Маннесман-Мулагом» и двумя «Паккардами». Один из «Паккардов» в честь офицера роты, погибшего 13 февраля 1915 года в ночном бою в районе деревни Добржанково и произведённого посмертно в чин капитана, получил имя «Капитан Гурдов».
В сентябре 1916 года 1-я автомобильная пулемётная рота, не выходившая до этого времени из боёв (кроме трёхмесячного перерыва, во время которого производился капитальный ремонт автомобилей), была переформирована в 1-й броневой дивизион. При этом ему было передано 33-е автомобильное пулемётное отделение, на вооружение которого поступили английские пулемётные бронеавтомобили Остин. До лета 1917 года 1-й броневой дивизион находился в Финляндии, прикрывая дислоцированные там Русские части от возможной высадки немецкого десанта, затем дивизион был переведён в Петроград. В октябре 1917 года, за несколько дней до революции, бронемашины 1-го бронедивизиона перебросили под Двинск (современный Даугавпилс, Латвия), где немецкое наступление развивалось особенно стремительно. После революции и дезорганизации армии, остатки экипажей 1-го бронедивизиона так и застряли в Двинске, где весной 1918 года «дождались» прихода немецких войск.

### Гражданская война
Дальнейшая судьба бронеавтомобилей «Руссо-Балт тип С», в отличие от описанных выше событий, очень туманна. В частности, неизвестно, при каких условиях и в каком количестве эти бронеавтомобили смогли выбраться из-под захваченного немцами Двинска. Однако доподлинно известно, что несколько бронеавтомобилей этого типа попало в руки «красных» и эксплуатировалось ими вплоть до конца Гражданской войны. При этом одна из машин (№ двигателя 539) дважды переходила из рук в руки. Летом 1919 года этот «Руссо-Балт», действовавший в составе 21-го автобронеотряда (А-бо) РККА, был оставлен экипажем в бою у балки Шклянская и захвачен частями Белой армии. Однако спустя три месяца 32-й автобронеотряд, приданный 1-й Конной армии командарма Будёного, отбил броневик обратно.

### После гражданской войны
К 1921 году части РККА всё ещё располагали тремя экземплярами бронеавтомобилей «Руссо-Балт тип С» из числа машин 1-го бронедивизиона. Из них одна машина (шасси № 538) числилась в составе 41-го автобронеотряда, а две других (шасси № 535 и № 539) уже находились в распоряжении Ликвидационной комиссии. Видимо, эти последние «Руссо-Балты тип С», изношенные и не получавшие запчастей, были разобраны в 1921—1922 годах.

## Бронеавтомобили схожей конструкции

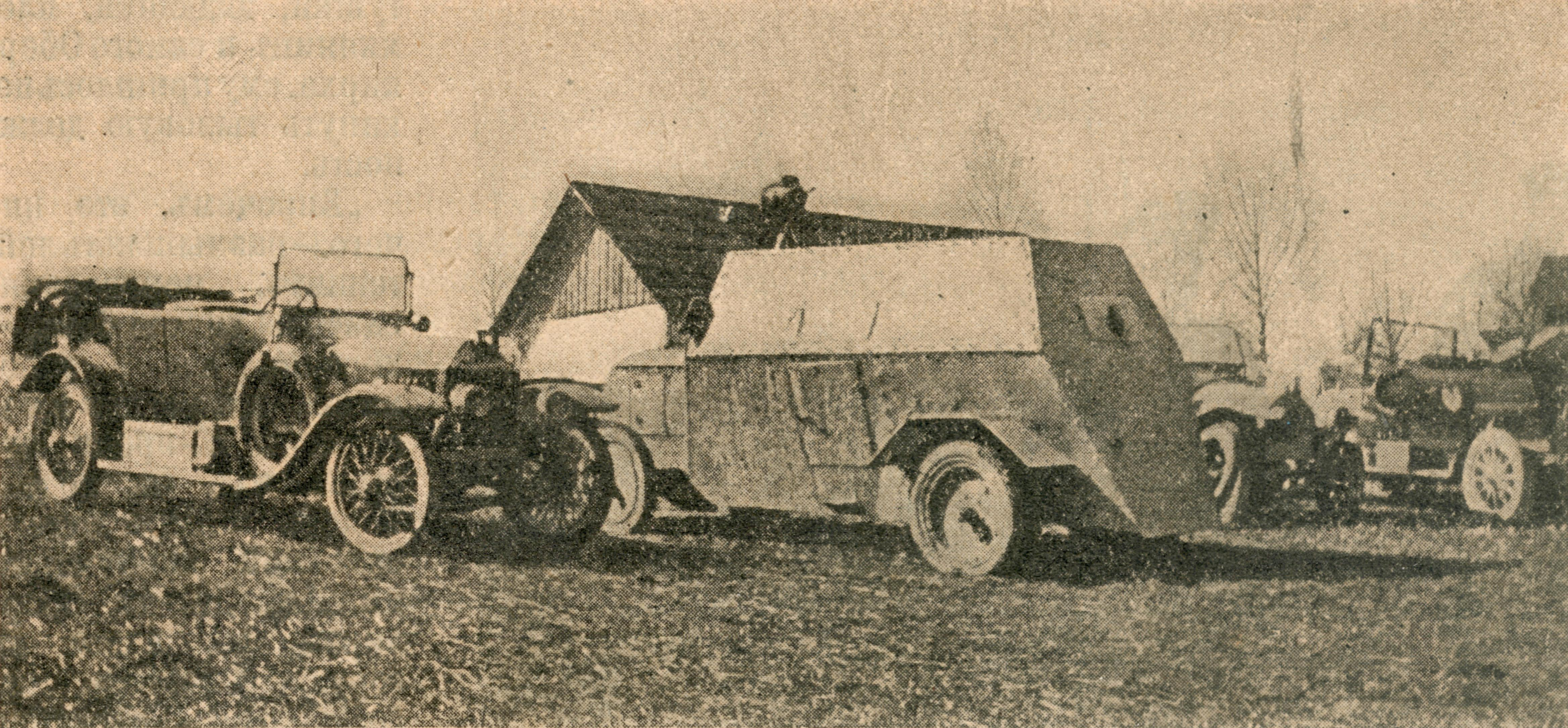
Бронеавтомобиль Кавказской туземной дивизии. Фотография из журнала «Нива», 1916 год.

Помимо броневиков «Руссо-Балт тип С», в Русской Императорской армии имелось несколько бронеавтомобилей, в той или иной мере конструктивно сходных с ними.
17 октября 1914 года полковник Каменский сообщал в Главное управление Генерального Штаба, что «Государю-императору благоугодно было пожаловать Кавказской Туземной конной дивизии один грузовик, с тем, чтобы он был покрыт бронёй и оборудован для установки на нем 3 пулемётов». В связи с этим Каменский просил Управление выделить полковнику Добржанскому средства и пулемёты (два тяжёлых и один облегчённый) для постройки броневика на указанном шасси. Не совсем понятно, какой именно грузовик использовался для постройки этой машины, однако, вероятнее всего, это была 1,5-тонная машина. Броневик был построен в конце 1914 года и отправился, видимо, на Кавказский фронт. О дальнейшей его судьбе данных нет, однако его фотография была напечатана в журнале «Нива» за 1916 год. Кроме того, имеются данные о сооружении ещё одного такого же бронеавтомобиля в 1915 году для 1-й мотоциклетной роты. Эта машина была построена на легковом шасси и благополучно дожила до Гражданской войны.
Несколько более отличными от «Руссо-Балтов тип С» были так называемые бронеавтомобили Ижорского завода. Два экземпляра этого бронеавтомобиля были построены на Ижорском заводе в 1915 году для 1-й пулемётной роты (не следует путать с 1-й автопулемётной ротой). Эти машины отличались изменённой формой корпуса и установкой пулемётной башни в кормовой части (вооружение при этом снизилось до 1 пулемёта). Бронеавтомобили применялись частями Русской Императорской армии в ходе Первой мировой войны, однако были захвачены немцами и применялись ими для подавления Восстания спартакистов в 1919 году.

## Сохранившиеся экземпляры

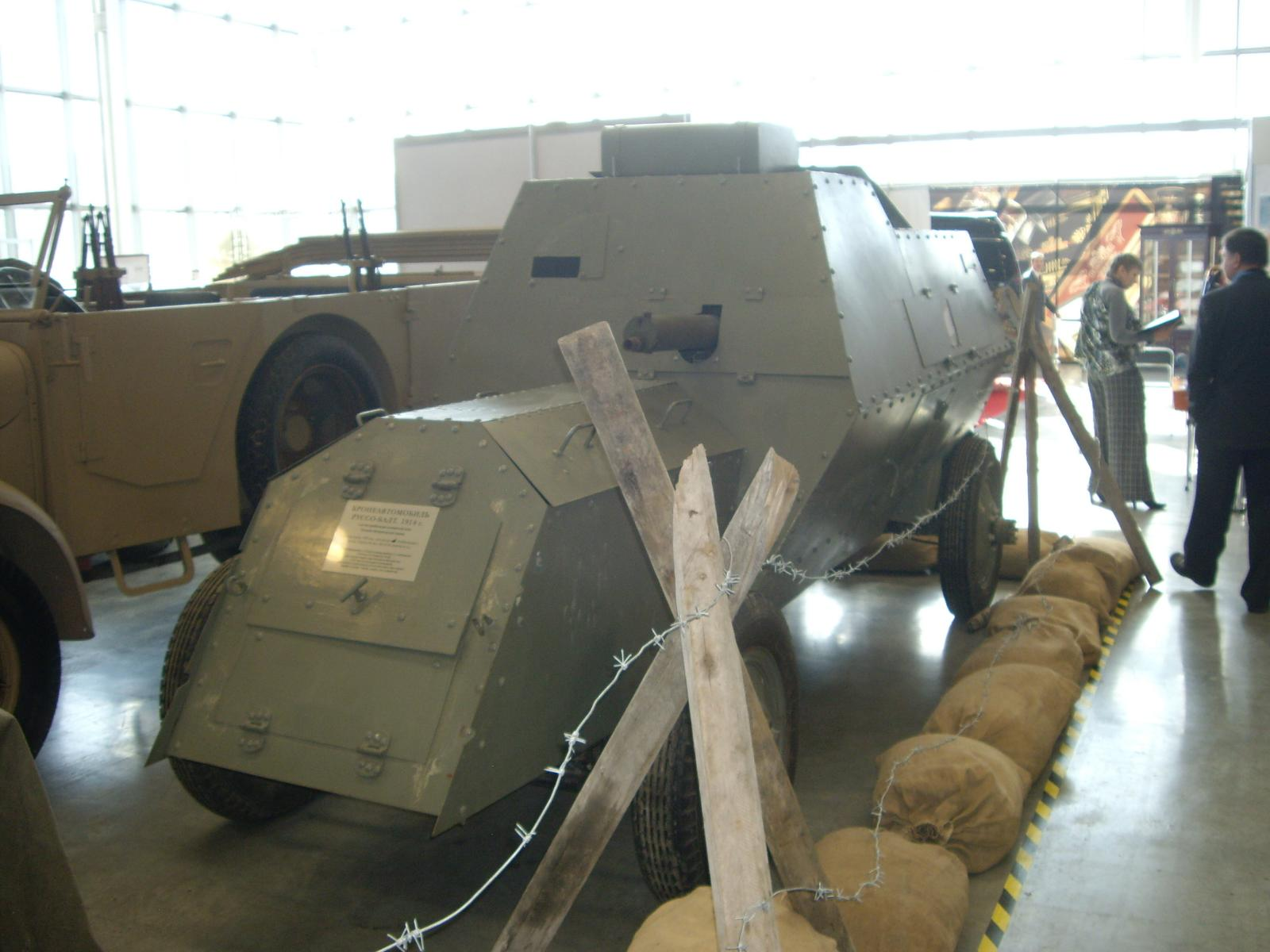
Фото А. Плющева

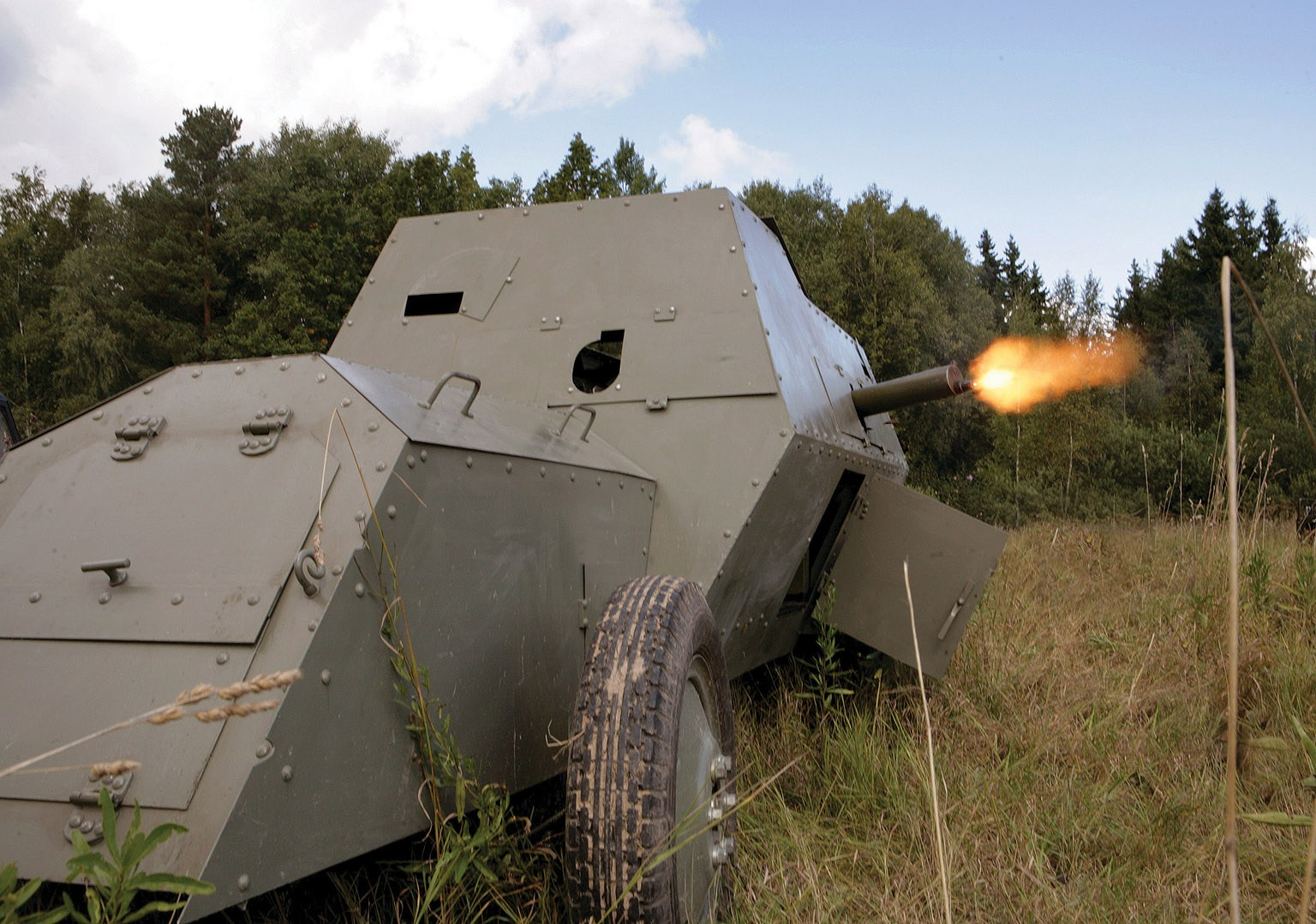
Копия бронеавтомобиля Руссо-Балт тип С принимает участие в военно-исторической реконструкции

До наших дней не сохранилось ни одного экземпляра бронеавтомобиля «Руссо-Балт тип С». Однако в 2009 году мастерской КИР «Лейбштандарт» (Шадринск) по оригинальным чертежам из архивов Политехнического музея, РГАКФД и других была изготовлена полноразмерная модель-копия бронеавтомобиля. Броневик периодически применяется в различных мероприятиях исторической реконструкции, некоторое время экспонат находился в открытой экспозиции Центрального музея современной истории России.
Что касается самих автомобилей «Руссо-Балт», то один из оригинальных автомобилей, «Руссо-Балт» модели «К» с кузовом «торпедо» хранится в Политехническом музее в Москве (единственный полный оригинал), второй — из пожарной линейки, модели «D» — в автомузее в Риге (частичный оригинал, кузов — копия производства 1980-х годов).